# Belarussische Poolbillard-Meisterschaft 2011
Die belarussische Poolbillard-Meisterschaft 2011 war die erste Austragung der nationalen Meisterschaft in der Billardvariante Poolbillard. Sie fand vom 18. bis 20. November 2011 in der belarussischen Hauptstadt Minsk statt. Gespielt wurden die Disziplinen 8-Ball und 9-Ball in den Kategorien Herren und Damen.
Erfolgreichster Spieler war Dsmitryj Tschuprou mit zwei Meistertiteln, gefolgt von Jana Schut und Anastassija Tumilowitsch, die jeweils eine Gold- und Silbermedaille gewannen.

## Medaillengewinner
| Disziplin       | Gold                     | Silber                   | Bronze               |
| --------------- | ------------------------ | ------------------------ | -------------------- |
| Herren – 8-Ball | Dsmitryj Tschuprou       | Aleh Astralenka          | Jahor Schukouskyj    |
| Herren – 8-Ball | Dsmitryj Tschuprou       | Aleh Astralenka          | Mikita Strokin       |
| Herren – 9-Ball | Dsmitryj Tschuprou       | Swjataslau Sjamjonau     | Uladsislau Les       |
| Herren – 9-Ball | Dsmitryj Tschuprou       | Swjataslau Sjamjonau     | Anton Oksenjuk       |
| Damen – 8-Ball  | Anastassija Tumilowitsch | Jana Schut               | Marharyta Fjafilawa  |
| Damen – 8-Ball  | Anastassija Tumilowitsch | Jana Schut               | Krystyna Simanawa    |
| Damen – 9-Ball  | Jana Schut               | Anastassija Tumilowitsch | Darja Kuptschinawa   |
| Damen – 9-Ball  | Jana Schut               | Anastassija Tumilowitsch | Weranika Schatachina |